# Ichirō Hatoyama
Ichirō Hatoyama (鳩山 一郎?, Hatoyama Ichirō; Tokyo, 1º gennaio 1883 – Bunkyō, 7 marzo 1959) è stato un politico giapponese.
Cristiano di fede battista, ricoprì l'incarico di primo ministro del Giappone dal 10 dicembre 1954 al 23 dicembre 1956.

## Biografia

### Vita privata
Ichirō Hatoyama fu, come indica il nome, il primogenito dei suoi genitori. Egli nacque in una famiglia ricca e cosmopolita di Tokyo.
Suo padre Hatoyama Kazuo (1856–1911) era diplomato a Yale (e Speaker alla Camera dei Rappresentanti del Giappone), mentre sua madre Hatoyama Haruko (1863–1938) era una famosa autrice e fondatrice della Università femminile Kyōritsu.

### La carriera politica
Ichirō venne eletto alla Camera dei rappresentanti come membro del Rikken Seiyūkai nel 1915. Egli era sul punto per divenire primo ministro subito nel 1946, ma venne bandito dalla politica per i successivi cinque anni dal Supremo Comando delle Potenze Alleate per la sua cooperazione col governo autoritario tra gli anni trenta e quaranta. Gli venne permesso di ritornare in politica nel 1951.
Egli fu il terzo primo ministro del Giappone dopo la fine della Seconda guerra mondiale.
Come primo ministro, nel 1955 ricostruì i legami diplomatici con l'Unione Sovietica, e si dimostrò clemente nei confronti di molti criminali di guerra preferendo per loro il carcere a vita rispetto all'esecuzione nel Processo di Tokyo.
Fu iniziato in Massoneria il 29 marzo 1951 nella Tokyo Lodge n. 2 e divenne Maestro massone il 26 marzo 1955.

## Discendenza
Iichirō Hatoyama, unico figlio di Ichirō, fece anch'egli carriera al bureau del budget statale al Ministero delle finanze e si ritirò poi dalla politica dopo aver raggiunto il grado di vice ministro.
Uno dei nipoti di Ichirō, Yukio Hatoyama, è divenuto primo ministro del Giappone nel 2009 come membro del Partito Democratico del Giappone.